# República popular del coito
República popular del coito es el segundo álbum de estudio de la banda española de heavy metal Lujuria y fue publicado en formato de disco compacto en 1997 por Locomotive Music.  Fue relanzado en 2001 y 2004 por la misma discográfica.
Este disco fue grabado con mejor calidad y presupuesto, ya que Lujuria había firmado contrato con Locomotive Music. El baterista de Mägo de Oz, Txus di Fellatio participó en la grabación de este álbum, haciendo coros en los temas «Sigue luchando» y «Escuadron 69». República popular del coito enlista una melodía de la banda Ñu llamada «Marisoka».

## Lista de canciones
Todas las canciones fueron escritas por Lujuria, excepto donde se especifica lo contrario.

| Side one |                               |                    |          |  |
| N.º      | Título                        | Escritor(es)       | Duración |  |
| 1.       | «Se acabó tu juego»           |                    | 4:22     |  |
| 2.       | «República popular del coito» |                    | 3:47     |  |
| 3.       | «No molesten, por favor»      |                    | 4:04     |  |
| 4.       | «Sigue luchando»              |                    | 3:57     |  |
| 5.       | «Escuadrón 69»                |                    | 4:44     |  |
| 6.       | «No es malo darse placer»     |                    | 3:41     |  |
| 7.       | «Gatillazo»                   |                    | 4:30     |  |
| 8.       | «Zoofilia»                    |                    | 2:58     |  |
| 9.       | «Por la boca muere el pez»    |                    | 4:25     |  |
| 10.      | «Con la misma moneda»         |                    | 3:21     |  |
| 11.      | «Marisoka» (cóver de Ñu)      | José Carlos Molina | 2:58     |  |

## Créditos

### Lujuria
- Óscar Sancho — voz
- Julio Herranz — guitarra líder
- Jesús Sanz — guitarra rítmica
- Javier Gallardo — bajo
- César Frutos — batería

### Músicos adicionales
- Txus di Fellatio — coros (en las canciones «Sigue luchando» y «Escuadron 69»)
- José Carlos Molina — coros (en la canción «Marisoka»)